# Panemeria obscura
Panemeria obscura är en fjärilsart som beskrevs av Arnold Spuler 1907. Panemeria obscura ingår i släktet Panemeria och familjen nattflyn. Inga underarter finns listade i Catalogue of Life.